# Shi Dongpeng
Shi Dongpeng (Shi est son nom de famille), né le 6 janvier 1984 dans la province du Hebei, est un athlète chinois spécialiste du 110 mètres haies.

## Carrière
Il se révèle durant la saison 2002 en se classant deuxième des Championnats du monde juniors de Kingston derrière l'Américain Antwon Hicks. Sélectionné dès l'année suivante pour les Championnats du monde séniors de Paris-Saint-Denis, Shi Dongpeng parvient à se qualifier pour la finale et prend la sixième place de la course en 13 s 55. Quelques jours plus tard, il remporte la médaille d'or des Championnats d'Asie d'athlétisme avec le temps de 13 s 50, puis améliore son record personnel à Shanghai avec 13 s 40. Il est éliminé dès les séries lors des Jeux olympiques de 2004, et échoue aux portes de la finale lors des mondiaux 2005. 
En 2006, le Chinois se classe deuxième des Jeux asiatiques de Doha, au Qatar en établissant un nouveau record personnel en finale avec 13 s 28. Dans l'ombre de son compatriote Liu Xiang, recordman du monde du 110 m haies en 2006, Shi Dongpeng termine cinquième des Championnats du monde 2007 d'Osaka en réalisant le meilleur temps de sa carrière avec 13 s 19, le titre mondial revenant à Liu Xiang. Il s'incline en demi-finale des Jeux olympiques de 2008 et des Championnats du monde de 2009.
Lors de la saison 2010, Shi Dongpeng prend la troisième place du 110 mètres haies lors de la Coupe continentale, derrière l'Américain David Oliver et le Britannique Andrew Turner. En fin d'année, il remporte l'argent lors des Jeux asiatiques, en 13 s 38, battu une nouvelle fois par Liu Xiang.

## Records personnels
- 60 m haies en salle : 7 s 63 (Moscou, le 11 mars 2006)
- 110 m haies : 13 s 19 (+1,7 m/s) (Osaka, le 31 août 2007)

## Palmarès
| Année | Compétition                  | Lieu      | Résultat | Performance |
| ----- | ---------------------------- | --------- | -------- | ----------- |
| 2002  | Championnats du monde junior | Kingston  | 2e       | 13 s 58     |
| 2003  | Championnats du monde        | Paris     | 6e       | 13 s 55     |
| 2003  | Championnats d’Asie          | Manille   | 1er      | 13 s 50     |
| 2005  | Championnats d’Asie          | Incheon   | 2e       | 13 s 44     |
| 2006  | Jeux asiatiques              | Doha      | 2e       | 13 s 28     |
| 2007  | Championnats du monde        | Osaka     | 5e       | 13 s 19     |
| 2009  | Championnats d'Asie          | Guangzhou | 2e       | 13 s 67     |
| 2010  | Coupe continentale           | Split     | 3e       | 13 s 53     |
| 2010  | Jeux asiatiques              | Guangzhou | 2e       | 13 s 38     |
| 2011  | Championnats d’Asie          | Kōbe      | 2e       | 13 s 56     |